# ستراژتس (استان کرجالی)
ستراژتس (به بلغاری: Strazhets) یک منطقهٔ مسکونی در بلغارستان است که در شهرستان کروموفگراد واقع شده‌است.